# Иаков (Софрониадис)
Митрополит Иаков (греч. Μητροπολίτης Ιάκωβος, в миру Харала́мбис Софрониа́дис, греч. Χαραλάμπης Σωφρονιάδης; 14 марта 1947, Стамбул, Турция — 28 марта 2018, там же) — епископ Константинопольской православной церкви, митрополит Принцевых островов (2002—2018), ипертим и экзарх Пропонтиды.

## Биография
Родился 14 марта 1947 года в квартале Ферикёй в районе Шишли в Стамбуле.
Учился в Зографской гимназии. В 1970 году окончил Халкинскую богословскую школу, где 14 сентября 1969 года был рукоположён в сан диакона митрополитом Ставропольским Максимом (Репанеллисом). Вначале служил при Халкинской школе, а в 1970 году был определён патриаршим диаконом.
В 1972—1973 годах 18 месяцев служил в турецкой армии.
С 1973 по 1974 годы работал при патриархии в звании кодикографа, а с 1974 по 1984 годы — младшего секретаря Священного Синода Константинопольской православной церкви.
11 марта 1984 года был рукоположён во пресвитера патриархом Константинопольским Димитрием и назначен главным секретарём (архиграмматеус) Священного Синода в должности которого находился до 1987 года.
28 февраля 1984 года был возведён в достоинство архимандрита.
25 декабря 1987 года рукоположён в сан епископа и возведён в достоинство титулярного митрополита Лаодикийского. В 1987—2002 годах служил благочинным округа Фанар — Золотой Рог. В 1994 года стал правящим архиереем Лаодикийской митрополии.
13 июля 2002 года избран митрополитом Принцевых островов, экзархом и ипертимом Пропонтидским.
Неоднократно избирался в члены Священного Синода Константинопольской православной церкви.
Скончался 28 марта 2018 года в Стамбуле.
Владел греческим (родной), турецким и английским языками.

## Награды
- Орден святого равноапостольного великого князя Владимира III степени (1993, Русская православная церковь)
- Орден Братства Святого Гроба Господня (Иерусалимская православная церковь)
- Орден святой равноапостольной Марии Магдалины (Польская православная церковь)
- Орден святого апостола Павла (2002, Элладская Православная Церковь)
- Орден святой великомученицы Екатерины (Синайская православная церковь)
- Большой крест Ордена Орла Грузии и хитона Господа нашего Иисуса Христа (2011, Грузинский царский дом)[5]
- Орден святой Анны 2 степени (22.04./5.05.2013, Российский императорский дом)[6]
- Орден Австрийского общества Альберта Швейцера (2008)[7]

Звания
- Почетный доктор honoris causa Фракийского университета Демокрита[8]
- Почётный член Историко-филологической ассоциации «Парнис»